# Martian Gothic: Unification
Martian Gothic: Unification (также Martian Gothic; в переводе издательства Бука — Готика Марса: Кровавая сторона планеты) — компьютерная игра в жанре survival horror, выпущенная для консоли PlayStation и PC. Разработана компанией Creative Reality и издана компанией Take-Two Interactive. Программисты Нил Додуил и Maртин Уонг, дизайнер Стивен Марли, аниматор Дэвид Дью, создатели моделей Джулиан Холтом и Пауль Оглсби, музыка и звуковые эффекты Джереми Тейлор. Версия для PlayStation была выпущена в виде «бюджетного проекта», так как поступила в продажу в конце жизненного цикла консоли и продавалась по цене $9.99 MSRP.

## Сюжет
В Martian Gothic игрок берёт на себя управление тремя персонажами, отправленными с Земли на марсианскую базу Вита 1, с целью выяснения причины её 10-месячного радиомолчания, которое начинается с последнего сообщения базы: «Оставаться одному — значит выжить». По прибытии игрок обнаруживает, что все обитатели базы, по-видимому, мертвы и он должен постепенно раскрыть тайны и природу последних загадочных событий случившихся с командой Вита 1. Однако, во время поиска возможных выживших, по мере погружения в игровой процесс, постепенно раскрывается правда о базе Вита 1. В ходе решения множества возникающих проблем игрок понимает, что усопший персонал ожил, превратившись в зомби, имеющих единственное желание — завладеть плотью троих главных героев. Открытие древнего марсианского «ящика Пандоры» запустило цепь хаотических событий, приведших к уничтожению базы и смерти почти всех её обитателей.
База Вита 1 была построена в 2009 году корпорацией Алленби (согласно сюжету, это самая мощная мегакорпорация Земли), для изучения потенциала инопланетной формы жизни — микрофоссилий — древних бактерий с Марса, которые были обнаружены в 1996 году в марсианском метеорите. Сам метеорит был найден в 1984 году на территории Антарктиды, куда он упал 11000 лет назад (до н. э.). Вита 1 расположена очень близко к горе Олимп, которую игрок может частично исследовать во время пребывания в зоне подземного комплекса «Некрополь», где посреди руин старого марсианского города Вита 1 велись раскопки инициированные человечеством.

## Критика
| Сводный рейтинг | Сводный рейтинг |
| Агрегатор       | Оценка          |
| --------------- | --------------- |
| GameRankings    | 58,56 %         |

GameSpot присвоила игре 5.9 баллов из 10.

## Саундтрек
Для двух версий игры — на PC и PlayStation — написано два различных саундтрека. Так, музыка для ПК-версии довольно размеренна и состоит, в основном, из низкочастотных басов и редких аккордов на струнных музыкальных инструментах. Звуковое сопровождение игры на PlayStation гораздо сильнее нагнетает атмосферу тревоги. В нём преобладают незатихающие монотонные голоса, струнные инструменты, изредка с громко звучащими диссонирующими аккордами, синтезатор и фортепиано.